# نيل بينيت
نيل بينيت (بالإنجليزية: Neil Bennett)‏ (29 أكتوبر 1980 في المملكة المتحدة - ) هو لاعب كرة قدم بريطاني في مركزي حراسة المرمى ورامي متوسط ‏. شارك مع منتخب إنجلترا الوطني لإتحاد الرغبي. أما مع النوادي، فقد لعب مع برادفورد سيتي ودرودا يونايتد وديري سيتي وشيفيلد وينزداي ونادي بارتيك ثيسل ونادي روتشديل ونادي أردريونيانز وOssett Albion A.F.C. ‏ وأوست تاون ‏ وSkelmersdale United F.C. ‏ وWakefield F.C. ‏ ونادي بارو ونادي جيزيلي ‏ وفورفار أثلتيك ‏ ونادي ألبيون روفرز.

## وصلات خارجية
- نيل بينيت على موقع قاعدة بيانات كرة القدم.إي يو (الإنجليزية)
- نيل بينيت على موقع Soccerbase.com (لاعب) (الإنجليزية)